# Mosaico portugués del bosque atlántico central de Río de Janeiro
El mosaico portugués del bosque atlántico central de Río de Janeiro (en portugués: Mosaico da Mata Atlântica Central Fluminense) es un mosaico de área protegida en el estado de Río de Janeiro, Brasil. El mosaico se encuentra tierra adentro, al este de la ciudad de Río de Janeiro.

## Historia
Un proyecto para crear tres nuevos mosaicos de áreas protegidas en el Corredor Ecológico Serra do Mar comenzó en diciembre de 2005, coordinado por el Consejo Nacional de la Reserva de Biosfera del Bosque Atlántico.
Estos fueron el mosaico de Bocaina, el mosaico del centro de Río de Janeiro y el mosaico de Mantiqueira. La financiación fue proporcionada por la Conservación Internacional, por el fondo para la Facilidad de Entorno Global, por el gobierno de Japón, por la fundación  MacArthur y por el Banco Mundial. El Mosaico del Bosque Atlántico Costero Central fue reconocido por el Ministerio de Medioambiente el 11 de diciembre de 2006.[2] Originalmente había 22 unidades de conservación en el mosaico. Otras fueron añadidas, y a partir de 2010 había 29 unidades, con una área total de 295.723 hectáreas (730.750 acres).[3] El plan estratégico se desarrolló en 2010.[4]

## Extensión
El mosaico del Bosque Atlántico del Río Central de Río de Janeiro  abarca 14 municipios: Bom Jardim, Cachoeiras de Macacu, Casimiro de Abreu, Duque de Caxias, Guapimirim, Itaboraí, Macaé, Magé, Miguel Pereira, Nova Friburgo, Nova Iguaçu, Petrópolis, Rio Bonito, São Gonçalo, São José hace Valle  Rio Preto, Silva Jardim, Teresópolis y Tanguá.[3]

## Medio ambiente
Las altitudes van desde el nivel de mar en la bahía de Guanabara hasta 2.316 metros (7.598 ) en el Parque estatal de los Tres Picos, con diferentes grados de ocupación humana, por lo que resulta una gran diversidad de entornos y paisajes.[3] La tierra en las regiones más bajas estaba formada por los sedimentos depositados por los ríos y el mar. En las zonas costeras hay varios ríos serpenteantes que depositan sedimentos finos transportados desde las montañas, creando un ambiente ideal para el crecimiento de los manglares, que se concentran en el Área de Protección Ambiental de Guapimirim  y la Estación Ecológica de Guanabara . Más lejos de la orilla hay parches de una selva tropical aluvial densa. Más atrás, otra vez, esto comienza a fusionarse con la densa selva tropical submontana en las áreas de protección ambiental de Bacia  Rio Macacu, Guapi-Guapiaçu y Suruí.[5]
Más hacia el interior, a medida que la tierra se eleva, hay fragmentos de bosques montanos densos: bosque denso de alta montaña y prados alpinos. Al norte del mosaico hay parches de bosque estacional submontano y montano. Originalmente, la forma más común de vegetación en el mosaico era  la densa selva tropical de tierras bajas, seguida de la densa selva montana. El bosque montano casi sin hojas y los prados alpinos fueron los menos comunes. La vegetación nativa ha sido objeto de explotación y destrucción durante varios siglos. Hoy hay 511 fragmentos de bosques y manglares, con una área de 177.557 hectáreas (438.750 acres).[5]

## Unidades de conservación
Las unidades de conservación en el mosaico incluyen:[6]